# Eladio Acosta Arteaga
Eladio Acosta Arteaga (9 d'abril de 1916, La América, Antioquia, Colòmbia - † 30 de gener de 2012, Medellín, Colòmbia) fou un prelat colombià de l'Església Catòlica.
Fou ordenat sacerdot el 7 d'agost del 1949 en l'orde de la Congregació de Jesús i Maria. Arteaga fou nomenat bisbe de l'arxidiòcesi de Santa Fe d'Antioquia el 6 de març del 1970 pel papa Pau VI. S'estigué a la diòcesi fins que es jubilà el 10 d'octubre del 1992, quan presentà la renúncia al papa Joan Pau II per motius d'edat.